# Stata
Stata ist eine Statistik-Software, die für verschiedene Betriebssysteme erhältlich ist. Neue Versionen werden in der Regel alle zwei Jahre veröffentlicht.
In Stata ist eine Vielzahl statistischer Modelle implementiert und das Programm kann durch eigene Software erweitert werden. Mit Stata sind druckreife Grafiken erstellbar und ein Daten-Management ist auch für komplexe Datensätze (Panel, Mehrebenen) möglich. Seit Version 9 ist eine Sprache für Matrixberechnungen – genannt Mata – in das Programm integriert. Der Funktionsumfang von Stata näherte sich damit komplexen Distributionen wie Mathematica an. Die 2007 erschienene Version Stata 10 wurde mit einem Grafikeditor ausgestattet.

## Bedienung
Stata kann sowohl über Menüs, über eine Kommandozeile als auch über sogenannte DO-Files bedient werden. Stata unterscheidet sich von anderen Programmen dadurch, dass mittlerweile (fast) alle Standardfunktionen sowohl über die Syntax als auch über das Menü zugänglich sind. Dadurch können sich auch unregelmäßige Nutzer die Syntax über die Menus erschließen und sie anschließend automatisiert in DO-Files zur weiteren Verwendung übertragen lassen. Stata geht dabei (besonders bei Grafiken) weiter als beispielsweise SPSS, weil per Syntax eine publikationsreife Grafik erzeugt werden kann, die nicht mehr nachbearbeitet werden muss. Eine Zusammenarbeit zwischen Stata und LaTeX ist möglich. Darüber hinaus ist Stata in der Lage, Microsoft-Office-Formate zu lesen und zu schreiben.

## Hintergrund
Stata versteht sich als statistisches Betriebssystem. Dem Nutzer steht eine Programmiersprache zur Verfügung, mit deren Hilfe er eigene Stata-Programme, sogenannte ADOs, schreiben kann. Diese Programme werden über das Internet zur Verfügung gestellt und können von den anderen Nutzern kostenfrei (aus der Kommandozeile heraus) bezogen werden. In einer umfangreichen Dokumentation sind alle im Programm verwendeten Formeln offengelegt, dadurch und durch die Verwendung von ADO-Code in offiziellen Funktionen wird eine hohe Transparenz gewährleistet.

## Ausführungen
Alle Ausführungen benötigen einen Arbeitsspeicher, dessen Größe die maximale Anzahl an Beobachtungen bestimmt, von mindestens 512 MB und 250 MB Festplattenplatz.
| Paket       | Max. Anzahl an Variablen | Max. Anzahl an Variablen ("rechte-Seite") | Max. Anzahl an Beobachtungen | 64-bit | Betriebssysteme                         |
| ----------- | ------------------------ | ----------------------------------------- | ---------------------------- | ------ | --------------------------------------- |
| Stata/MP    | 32.767                   | 10.998                                    | unbegrenzt                   | Ja     | Windows, Mac (64-bit Intel), Unix/Linux |
| Stata/SE    | 32.767                   | 10.998                                    | unbegrenzt                   | Ja     | Windows, Mac, Unix/Linux                |
| Stata/IC    | 2.047                    | 798                                       | unbegrenzt                   | Ja     | Windows, Mac, Unix/Linux                |
| Small Stata | 99                       | 99                                        | 1.200                        | Ja     | Windows, Mac, Unix/Linux                |

## Versionen
| Version | Erscheinungsdatum | Neuerungen/Updateform |
| ------- | ----------------- | --- |
| 19.5    | April 2025        | StataNow (Rolling Release) |
| 19.0    | April 2025        | Machine Learning Updates, High dimensional fixed effects, Do-File editor updates |
| 18.5    | April 2024        | StataNow (Rolling Release) |
| 18.0    | April 2023        | Causal mediation analysis, Deskriptive Tabellen, Wild cluster bootstrap, Multilevel Meta Analysen, neuer Style für Abbildungen |
| 17.0    | April 2021        | Tabellenexport, Differences in differences, Multilevel Bayes Modelle, verbesserte Python Integration |
| 16.1    | Februar 2020      | kostenloses Update |
| 16.0    | Juni 2019         | Laden multipler Datensätze gleichzeitig, Python-Integration, Choice Modelle |
| 15.1    | November 2017     | kostenloses Update |
| 15.0    | Juni 2017         | Latente Klassenanalyse, Finite Mixture Models, Bayessche Statistik für Mehrebenendaten, Nichtparametrische Regression |
| 14.0    | April 2015        | Bayessche Statistik, Ereigniszeitanalyse mit Panel- und Mehrebenendaten, Instrumentvariablen, Mehrebenenanalyse mit Survey-Daten, Markow-Modelle, Unicode-Unterstützung |
| 13.1    | Oktober 2013      | kostenloses Update |
| 13.0    | Juni 2013         | Generalisierte Strukturgleichungsmodelle, lange Zeichenketten |
| 12.1    | Januar 2012       | kostenloses Update |
| 12.0    | Juli 2011         | Strukturgleichungsmodelle, marginale Effekte, multiple Imputation, Import und Export nach Microsoft Excel, Stata/MP |
| 11.2    | März 2011         | kostenloses Update |
| 11.1    | Juni 2010         | kostenloses Update |
| 11.0    | Juli 2009         | Multiple Imputation, Faktor-Variablen, generalisierte Momentenmethode, Randwahrscheinlichkeiten, PDF-Dokumentation, Syntaxhervorhebung |
| 10.1    | August 2008       | kostenloses Update |
| 10.0    | Juni 2007         | Grafikeditor |
| 9.2     | April 2006        | kostenloses Update |
| 9.1     | September 2005    | kostenloses Update |
| 9.0     | April 2005        | Mata – Matrix-Sprache |
| 8.2     | Oktober 2003      | kostenloses Update |
| 8.1     | Juli 2003         | kostenloses Update |
| 8.0     | Januar 2003       | |
| 7.0     | Dezember 2000     | |
| 6.0     | Januar 1999       | |
| 5.0     | September 1996    | Generalisierte Schätzgleichungen, Fixed-Effects Probit-Modell |
| 4.0     | Januar 1995       | Stata für Windows 3.1, Lineare Paneldatenmodelle, generalisierte Lineare Modelle |
| 3.1     | August 1993       | Multivariate Regression, scheinbar unverbundene Regression, Heckman Selection Model, nichtlineare Regression, Fixed-Effects-Modell, kanonische Korrelation |
| 3.0     | März 1992         | |
| 2.1     | August 1990       | Byte-Variablen, ado-Dateien, Faktorenanalyse, logistische Regression mit Quotenverhältnis, geordnete logistische Regression, geordnetes Probit-Modell, Fixed-Effects logistische Regression, multinomiale logistische Regression, Tobit-Modell, zensierte Regression, robuste Regression, Quantilsregression, Weibull-Regression, Exponentielle Regression |
| 2.05    | April 1989        | |
| 2.0     | Juni 1988         | Zeichenketten-Variablen, Ereigniszeitanalyse, schrittweise Regression |
| 1.5     | Februar 1987      | Varianzanalyse, logistische Regression, Probit-Modelle |
| 1.4     | Mai 1986          | infile-Befehl |
| 1.3     | August 1985       | Stata/Graphics |
| 1.2     | Mai 1985          | keep-Befehl |
| 1.1     | Februar 1985      | 44 Befehle |
| 1.0     | Januar 1985       | |